# Katastrofa lotu Air Mauritanie 625
Katastrofa lotu Air Mauritanie 625 – katastrofa lotnicza, która wydarzyła się 1 lipca 1994 roku na terenie portu lotniczego Tidżikdża w Mauretanii. Samolot Fokker F28 linii Air Mauritanie wypadł z pasa startowego po lądowaniu i uderzył w skały znajdujące się na jego końcu. Z 93 osób znajdujących się na pokładzie przeżyło jedynie 13. 

## Przebieg wypadku
Samolotem, który uległ katastrofie był wyprodukowany w 1975 roku Fokker F28 Fellowship należący do mauretańskich linii lotniczych Air Mauritanie, posiadający numery rejestracyjne 5T-CLF. Samolot odbywał regularny krajowy lot o numerze MR625 (w innych źródłach MR251) na trasie Nawakszut-Tidżikdża. Maszyna lądowała na lotnisku w Tidżikdży w trudnych warunkach atmosferycznych, tego dnia panowała burza piaskowa. Ze względu na fatalną widoczność załoga kilkukrotnie inicjowała procedurę odejścia na drugi krąg, gdyż piloci nie mogli dostrzec pasa startowego przy minimalnej wysokości zniżania. Podczas ostatniej próby lądowania, na wysokości około 25 metrów nad ziemią, dziób maszyny gwałtownie opadł w dół. Samolot uderzył w pas startowego z dużym impetem, powodując rozpadnięcie się konstrukcji. Następnie samolot wyjechał poza drogę startową i uderzył w znajdujące się za nią skały. W wyniku zderzenia i pożaru zginęło 80 osób.

## Przyczyny
Za winną wypadku obarczono załogę, która zdecydowała się na lądowanie w warunkach słabej widoczności, łamiąc procedury utrzymania minimalnej bezwzględnej wysokości zniżania bez dostrzeżenia pasa startowego. Uznano, że w takich warunkach atmosferycznych piloci powinni zdecydować się na odlot do lotniska zapasowego.